# Andrzej Świda
Andrzej Świda (ur. 23 marca 1905 w Maleczu, zm. 19 lutego 1995 w Warszawie) – polski ksiądz katolicki, salezjanin.

## Życiorys
Syn Tadeusza i Julii z Zawadzkich, w 1919 rozpoczął naukę w Gimnazjum im. Zygmunta Augusta w Wilnie, a następnie kontynuował w Bydgoszczy. 27 czerwca 1924 zdał maturę i rozpoczął studia na Wydziale Chemii Uniwersytetu Jagiellońskiego, po roku przeniósł się na Uniwersytet Poznański. Równocześnie w latach 1926–1929 studiował w Prywatnym Instytucie Sztuk Pięknych, a także ukończył kurs fotografii. Absolutorium z chemii uzyskał w 1929, wstąpił wówczas do Towarzystwa Salezjańskiego i po rocznym nowicjacie w Czerwińsku nad Wisłą został skierowany do Małego Seminarium Duchownego w Lądzie, gdzie był nauczycielem chemii, fizyki, rysunku, historii sztuki i nauk przyrodniczych. Sam w tym czasie studiował filozofię, w Lądzie 17 sierpnia 1933 złożył śluby wieczyste. Od 1933 przez cztery lata studiował filozofię w Salezjańskim Instytucie Teologicznym w Krakowie, 24 czerwca 1937 otrzymał święcenia kapłańskie. Następnie był duszpasterzem w kościele salezjańskim w Poznaniu i Schronisku im. hr. Aleksandra Lubomirskiego w Krakowie. W 1940 udał się do Włoch, skąd miał udać się na misje, jednak władze zakonne skierowały go do pracy pedagogicznej. W roku szkolnym 1940/1941 wykładał fizykę i chemię w szkole salezjańskiej w Lanuvio, a następnie w Rzymie. W 1944 zgłosił się do duszpasterstwa polowego na tzw. kapelana czasu wojny i skierowany do Alessano, gdzie prowadził kursy dla żołnierzy i młodszych oficerów. Po likwidacji polskiej bazy w sierpniu 1946 znalazł się w Wielkiej Brytanii, w związku z zapowiadaną demobilizacją 2 Korpusu Polskich Sił Zbrojnych w lutym 1947 wrócił do Polski. Od 1947 pracował w Twardogórze w gimnazjum i Małym Seminarium Duchownym jako nauczyciel i dyrektor, równocześnie od 1948 był dziekanem, proboszczem i dyrektorem salezjańskiego. Ponieważ nie uznał legalności wyboru wikariusza kapitulnego Kazimierza Langosza został 31 lipca 1953 usunięty z archidiecezji wrocławskiej i skierowany kościoła filialnego w Przyłękowie. Jesienią 1956 został przywrócony do pracy duszpasterskiej, od 1957 do 1960 był dyrektorem domu formacyjnego w Oświęcimiu. W 1960 Stolica Apostolska mianowała Andrzeja Świdę wizytatorem dwóch polskich eremów kamedulskich. W latach 1960–1965 był mistrzem nowicjatu w Kopcu, następne pięć lat jako inspektor kierował Inspektorią św. Stanisława Kostki w Łodzi. Równocześnie od 1962 do 1974 raz w miesiącu dojeżdżał do Warszawy, gdzie w Prymasowskim Studium Życia Wewnętrznego wykładał „Rolę magistra nowicjatu”. W 1968 Prymas Polski kardynał Stefan Wyszyński mianował go kuratorem Zgromadzenia Sióstr Maryi Wspomożycielki Wiernych. Od 1972 do śmierci pracował w Archiwum Salezjańskim Inspektorii Warszawskiej z siedzibą w Łodzi, gdzie był archiwistą zakonnym oraz prowadził kwerendy dla historyków. W ostatnich latach życia poświęcił się pisaniu prac z zakresu ascetyki i historii salezjanów w Polsce. 
Zmarł w Warszawie i został pochowany na Cmentarzu Bródnowskim.

## Odznaczenia
- Gwiazda za wojnę 1939–1945;
- Gwiazda Italii;
- Medal za wojnę 1939–1945